# Tak to ty
Tak to ty – debiutancki minialbum studyjny (EP) Zbigniewa Wodeckiego wydany przez Polskie Nagrania „Muza”. w 1973 r. o numerze katalogowym N 0691
W nagraniach Wodeckiemu towarzyszył zespół instrumentalny pod kierownictwem Piotra Figla, a zdjęcie na okładkę wykonał Edmund Szutkowski.

## Lista utworów
| 1. | Tak to ty                              | 3:16  |
|    | muz. P. Figiel, sł. J. Zalewski        |       |
| 2. | Nasze Love Story                       | 2:32  |
|    | muz. B. Klimczuk, sł. J. Zalewski      |       |
| 3. | Znajdziesz mnie znowu                  | 2:23  |
|    | muz. P. Figiel, sł. W. Mann            |       |
| 4. | Zanim nas w ramiona weźmie jesień      | 3:22  |
|    | muz. W. Piętowski, sł. J. Korczakowski |       |
|    |                                        | 11:33 |
|    |                                        |       |